# دزیمتری

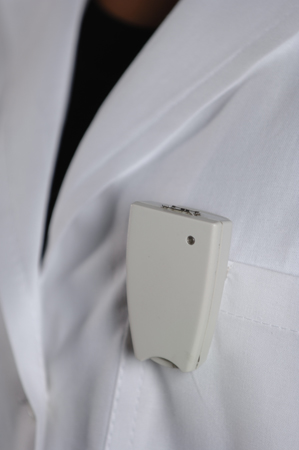
یک دزسنج جیبی

دزیمتری یا چنده‌سنجی محاسبهٔ دز جذبی در مواد و بافت تعریف می‌شود که ناشی از پرتوگیری از پرتوهای یونیزان و غیریونیزان است. میزان انرژی جذب شده در واحد جرم بافت ماده دز تعریف می شود. 
دزیمتری یکی از زیرشاخه‌های رشته فیزیک بهداشت و فیزیک پزشکی است.